# Люгер, Георг Иоганн
Георг Иоганн Люгер (нем. Georg Johann Luger; 6 марта 1849, Штайнах-на-Бреннере, Тироль — 22 декабря 1923, Шёнайхе, Бранденбург) — австрийский конструктор-оружейник, известный созданием пистолета Люгера.
На рубеже XIX—XX вв. Георг Люгер разработал пистолетный патрон 9 × 19 мм, баллистические качества которого оказались настолько высокими, что в 1953 году он был признан стандартным боеприпасом для стран НАТО. В настоящее время 9 мм Люгер (он же 9 мм Парабеллум и 9 мм НАТО) самый распространенный пистолетный патрон в мире.

## Ранние годы и служба в армии
Георг Иоганн Люгер родился в семье хирурга Бартоламеуса фон Люгера. Его семья переехала в Падую, и итальянский стал его вторым языком. После окончания школы родители отправили Георга Люгера в Венскую Коммерческую Школу.
В октябре 1867 года Георг Люгер идёт добровольцем в 78-й пехотный полк. Через год службы он становится прапорщиком. Георг Люгер был довольно метким стрелком, и этот факт был замечен его командирами. Он был отправлен в стрелковую школу, где через короткое время он стал инструктором. Именно в стрелковой школе будущий конструктор заинтересовался автоматическим оружием. В 1871 году Георг Люгер получает звание лейтенант запаса и демобилизуется.

## Семья
Георг Люгер женился на Элизабет Йозефа Дуфек в 1873 году, и у них родились три сына:
- Георг Франц Люгер
- Юлиус Вильгельм Бартоломеус Люгер
- Фридрих Александер Георг Люгер

Георг Франц Люгер стал гражданским инженером и помогал отцу в работе над дизайном огнестрельного оружия. Юлиус Вильгельм Бартоламеус Люгер стал офицером и погиб в боях в Галиции в 1915 году.

## Карьера
В начале 70-х годов Георг Люгер работал бухгалтером, а затем администратором Жокейского Клуба, который был одним из мест встреч венской элиты. Впоследствии он стал работать на «Дойче Ваффен унд Муниционфабрикен» и в 1875 году познакомился с Фердинандом Манлихером, став представителем по продажам винтовки Манлихер.
В 1894 году Георг Люгер отправился в США, чтобы продемонстрировать Пистолет Борхардта C-93, однако американские военные эксперты забраковали модель из-за множества изъянов. Георг Люгер учёл критику и переделал пистолет Борхардта, тем самым создав Пистолет Люгера (Парабеллум), который стал самым популярным пистолетом первой половины XX в. в немецкой армии.